# فيليب رو (مقاتل)
فيليب رو (بالإنجليزية: Philip Rowe؛ مواليد 18 يوليو 1990) هو مُقاتل فنون قتالية مختلطة أمريكي.

## وصلات خارجية
- فيليب رو (مقاتل) على موقع يو إف سي (الإنجليزية)
- فيليب رو (مقاتل) على موقع شيردوغ (الإنجليزية)